# Kasteel van Wijchen
Kasteel Wijchen is een kasteel in het centrum van de plaats Wijchen, in de Nederlandse provincie Gelderland. Het kasteel is in gebruik als vergaderlocatie van de Wijchense gemeenteraad, als trouwlocatie en als museum.

## Geschiedenis
Eind 14e eeuw werd de eerste versie van het kasteel gebouwd: de eerste vermelding dateert uit 1392. Tot aan de 17e eeuw was het voornamelijk een verdedigingswerk met een ander uiterlijk dan het huidige kasteel. Het kasteel was eerst eigendom van de Heren van Galen. Jacob van Galen verkocht het kasteel in 1535 aan een van de Heren van Bronckhorst, te weten Herman van Bronckhorst. Deze Bronckhorsten waren ook eigenaar van het kasteel in Batenburg en werden ook wel Heren van Batenburg genoemd. Ze speelden in de hele regio Gelre een belangrijke rol. In de loop van de tijd raakte het kasteel vervallen, waarna in 1595 Geertruid van Dalem het kasteel overnam van de van Bronckhorsten na financiële nalatigheid van hun kant.
In 1609, na de ruzie met haar broer Maurits van Nassau om de erfenis van vader Willem van Oranje, kochten Emilia van Nassau en haar man, Don Emanuel van Portugal, kasteel Wijchen van de weduwe Geertruid van Dalem. Zij bouwden een nieuw kasteel op de oude fundamenten. Het huidige uiterlijk is het ontwerp uit die tijd. Emilia en Emanuel lieten hun 'handtekening' achter in de muurankers, in de vorm van een dubbele 'E'. 
In 1640 kocht Philips van Nassau, kleinzoon van Willem van Oranje, het kasteel. Daarna volgden andere eigenaren, onder meer de familie Osy die in 1771 het kasteel verkreeg. In 1903 kocht jonkvrouwe Adriana Wilhelmina van Andringa de Kempenaer (1858-1926) het kasteel met tuin en boerderijen voor 26.850 gulden, die het na verwaarlozing wilde herstellen. Een verwoestende brand op Sinterklaasnacht in 1906 stak daar een stokje voor. Door een schoorsteenbrand brandde het kasteel volledig uit, alleen de muren bleven overeind. De jonkvrouwe zag wel wat in het bouwen van een villa op dezelfde plek, maar dankzij interventie van Victor de Stuers werd dit voorkomen. De Nijmeegse architect F. A. Ludewig herstelde het kasteel op basis van de originele bouwplannen uit de 17e eeuw. In 1908 was het kasteel volledig gerestaureerd. 
Na het overlijden van de kinderloze Jonkvrouw komt het kasteel in 1926 in bezit van haar neven, jhr. Ayzo Epeus van Humalda van Eysinga (1878–1958) en jhr. Regnerus Livius van Humalda van Eysinga (1880-1958). De broers waren eerder al nauw betrokken geweest bij de restauratie. Regnerus vestigde zich samen met zijn echtgenote, jkvr. Wilhelmina Jacoba Henriette Sickinghe (1892–1944), en hun gezin in het kasteel.
In de Bronckhorstkamer, de 21e-eeuwse trouwzaal van het kasteel, zijn in de stenen schouw de familiewapens van de adellijke geslachten Van Humalda van Eysinga en Sickinghe verwerkt.
In 1932 kocht de gemeente Wijchen het kasteel. Het werd als raadhuis in gebruik genomen. In de jaren negentig is het kasteel grondig gerestaureerd. Sinds 1996 zijn de raad- en trouwzalen van de gemeente in het kasteel gehuisvest.

## Plattegrond

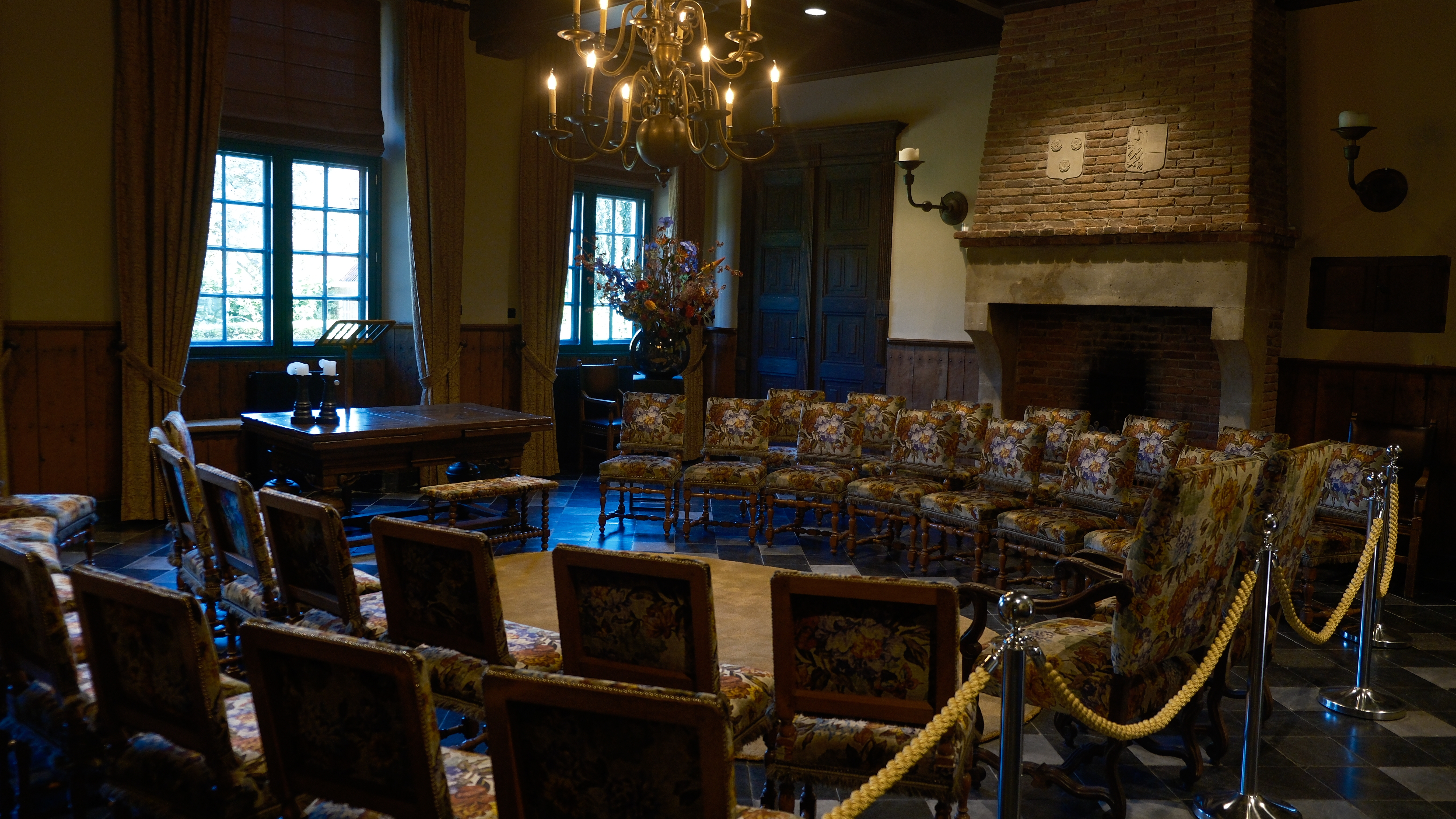
De Bronckhorstkamer, trouwzaal van het kasteel, met op de schouw de wapens Van Humalda van Eysinga (links) en Sickinghe (rechts)

De afmetingen van het kasteel bedragen 23 x 24 meter. De zuidgevel steekt boven de ingang iets naar voren. In het midden is een binnenplaats met een colonnade. In een hoek van de binnenplaats begint de toren. Er zijn kelders onder het gehele kasteel. De muurdikte varieert van 1,60 meter tot 80 centimeter. Het kasteel is omgeven door een gracht en kan worden bereikt over een ophaalbrug.

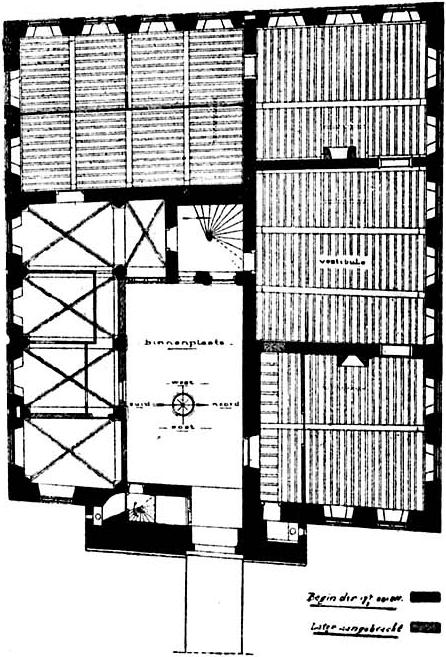
Plattegrond